# Susanne Lothar

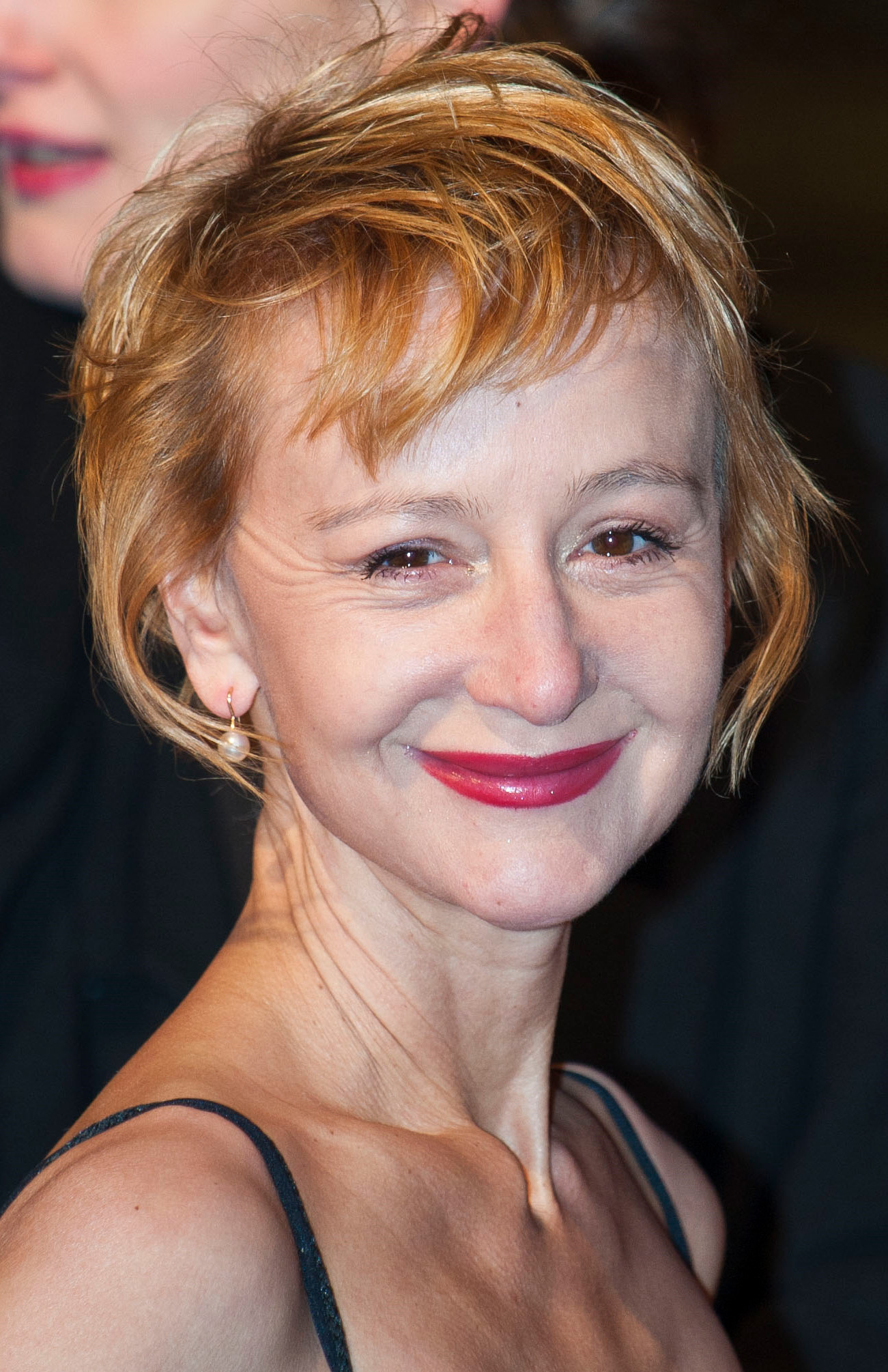
Susanne Lothar (2011)

Susanne Lothar (* 15. November 1960 in Hamburg; † 21. Juli 2012 in Berlin) war eine deutsche Schauspielerin. Bekannt wurde sie als Darstellerin schwieriger und gebrochener Charaktere auf der Theaterbühne wie auch in Film und Fernsehen.

## Leben

### Herkunft und Familie
Susanne Lothar stammte aus einer Künstlerfamilie. Sie wurde als Tochter des Schauspieler-Ehepaars Ingrid Andree und Hanns Lothar (Neutze) geboren. Ihr Halbbruder Marcel Werner sowie ihre Onkel Horst Michael Neutze und Günther Neutze waren ebenfalls Schauspieler.

### Theater
Lothar studierte Schauspiel an der Hamburger Hochschule für Musik und Theater, brach aber nach drei Semestern ab und ging als Elevin an das Thalia Theater in Hamburg. Sie debütierte dort 1980 unter der Regie von Benjamin Korn als Schülerin Hermine Seitz in Fegefeuer in Ingolstadt von Marieluise Fleißer; 1981 folgte, wiederum unter der Regie von Korn, die Recha in Nathan der Weise. Für diese beiden Leistungen wurde sie die erste Trägerin des Boy-Gobert-Preises.
Zu Beginn der Spielzeit 1982/83 ging Lothar an das Schauspielhaus Köln, wo sie unter der Regie von Jürgen Flimm u. a. Cordelia in König Lear (1982) und Gretchen in Faust (1983) spielte. Außerdem trat sie 1983 als M in Botho Strauß’ Theaterstück Kalldewey, Farce an der Seite ihrer Mutter Ingrid Andree auf. 1985 spielte sie wieder am Thalia Theater in Hamburg, und zwar die Viola in Was ihr wollt unter der Regie von Jaroslav Chundela.
1986 gastierte sie am Burgtheater und am Staatsschauspiel Stuttgart. In Wien wurde sie 1986 für ihre Rolle als Klara Hühnerwadel in Frank Wedekinds Schauspiel Musik mit der Kainz-Medaille ausgezeichnet. In Stuttgart trat sie 1986 als May in Sam Shepards Schauspiel Liebestoll (mit Ulrich Tukur als Partner) und, unter der Regie von Jossi Wieler, als Marie in Woyzeck (mit Stephan Bissmeier in der Titelrolle) auf. In der Spielzeit 1986/87 übernahm sie am Deutschen Schauspielhaus in Hamburg unter der Regie von Peter Zadek die Rolle der Rockerbraut in dem Musical Andi. Vor allem durch die Titelrolle der Lulu in Zadeks Inszenierung aus dem Jahr 1988 am Deutschen Schauspielhaus wurde sie bekannt. Die Lulu gilt als Lothars größter Bühnenerfolg. Für ihre Darstellung der Lulu, in der Lothar teilweise in völliger Nacktheit auftrat, wurde sie von den Kritikern der Zeitschrift Theater heute 1988 zur „Schauspielerin des Jahres“ gewählt.
1990 und 1991 spielte sie bei den Salzburger Festspielen die Titelrolle in Franz Grillparzers Schauspiel Die Jüdin von Toledo; ihr Partner als König Alfons von Kastilien war Ulrich Mühe.
Kritiker und Publikum begeisterte sie auch als Sonja in Yasmina Rezas Komödie Drei Mal Leben am Burgtheater Wien (2000; Regie: Luc Bondy) sowie, ebenfalls unter der Regie von Luc Bondy, als Arztfrau Corinne in Martin Crimps Theaterstück Auf dem Land am Schauspielhaus Zürich (2001). 2002 trat sie am Deutschen Theater Berlin als Yvette in Brechts Mutter Courage und ihre Kinder auf; Regie führte erneut Peter Zadek. 2004 übernahm sie am Schauspielhaus Zürich die Rolle der Blanche du Bois in Endstation Sehnsucht unter der Regie von Burkhard C. Kosminski. Im Jahr 2006 war Susanne Lothar als Christine/Klytämnestra in Eugene O’Neills Schauspiel Trauer muss Elektra tragen in einer Inszenierung von Thomas Ostermeier an der Schaubühne Berlin zu sehen.

### Film und Fernsehen
Ihre erste Filmrolle als debile Tochter Marga Schroth in Eisenhans unter der Regie von Tankred Dorst trug Susanne Lothar 1983 den Bundesfilmpreis ein. Erst Anfang der 1990er Jahre nahm sie ihre Filmtätigkeit wieder auf. In der Vorabend-Krimiserie Der Fahnder war sie in der im Oktober 1990 erstausgestrahlten Episode Romeo als Gina zu sehen. Im selben Jahr verkörperte sie die weibliche Hauptrolle der Lena Haas in Markus Imhoofs Der Berg, basierend auf der wahren Tragödie des Doppelmordes am Wetterwart-Ehepaar Heinrich und Lena Haas von 1922 auf dem Säntis. 1993 erhielt sie für ihre Darstellung der Vera Meerholtz im Fernseh-Zweiteiler Das tödliche Auge gemeinsam mit Ulrich Mühe 1993 den Goldenen Gong.
Susanne Lothar verkörperte mehrfach Hauptrollen in Filmen der Fernsehreihe Tatort. Im Tatort: Himmel und Erde (Erstausstrahlung: November 1993) spielte sie die Serbin Nina, die einem Verbrecher-Trio angehört, das älteren alleinstehenden Damen die Wohnungsschlüssel entwendet und nachmachen lässt, im Tatort: Traumhaus (Erstausstrahlung: Mai 1999) war sie Hanna Hebbel, die Frau des aufgrund von Auftragsrückgang entlassenen Pharmavertreters Friedel Hebbel (dargestellt von Ulrich Mühe), im Tatort: Der Teufel vom Berg (Erstausstrahlung: August 2005) Andrea Hochreiter, die Frau des Kunstmalers Georg Hochreiter („der Teufel vom Berg“), im Tatort: Das Ende des Schweigens (Erstausstrahlung: Februar 2007) Cora Rohwedder, die Mutter der verschwundenen Silke Rohwedder und im Tatort: Der glückliche Tod (Erstausstrahlung: Oktober 2008) Katja Frege, deren Tochter Julia Frege an Mukoviszidose leidet und schließlich an der Stoffwechselerkrankung verstirbt.
1997 kam es zur ersten Zusammenarbeit mit dem österreichischen Filmregisseur Michael Haneke. Susanne Lothar drehte unter seiner Regie vier Filme: Sie war 1997 als Gewaltopfer in dem Thriller Funny Games zu sehen, verkörperte in Das Schloß (1997) die Rolle der Frieda, spielte in Die Klavierspielerin (2001) nach dem Roman von Elfriede Jelinek mit sowie in dem vielfach preisgekrönten Drama Das weiße Band – Eine deutsche Kindergeschichte (2009).
Es folgten bis 1999 zahlreiche Rollen in Film und Fernsehen, wie beispielsweise Edgar Reitz’ Die zweite Heimat – Chronik einer Jugend oder Peter Vogels Filmdrama Einfach raus.
Ab 2000 wirkte Susanne Lothar in weiteren Film- und Fernsehproduktionen. In dem Fernsehfilm Vom Küssen und vom Fliegen von Hartmut Schoen stellte sie die Rolle der Petra Maier dar. In Peter Patzaks Wirtschaftskrimi Die achte Todsünde: Toskana-Karussell verkörperte sie die Hauptrolle der Marion Hansen, die beim Europäischen Amt für Betrugsbekämpfung angestellt ist. In dem Episodenfilm Die Österreichische Methode war sie an der Seite von Michael Abendroth in der Rolle der Carmen Fischer zu sehen. Neben Sandra Hüller, Luisa Sappelt und Gerti Drassl spielte sie unter der Regie von Maria Speth die Rolle der Isabella. In der Verfilmung des Heinz-Strunk-Romans Fleisch ist mein Gemüse (2008) war sie die Mutter von Heinz Strunk (Maxim Mehmet). In dem deutsch-US-amerikanischen Kinofilm Der Vorleser (2008) spielte sie die Rolle der Carla Berg.
Im 2010 uraufgeführten Filmdrama Nemesis übernahm Lothar die Rolle der Claire, letztmals an der Seite ihres Mannes Ulrich Mühe. In dem ARD-Fernsehfilm Bloch: Inschallah war sie in der Rolle der Daniela Sonnenberg zu sehen, die mit der Ablehnung ihrer Tochter Dalia Feisal (Aylin Tezel) zu kämpfen hat. In dem Kinospielfilm Wer wenn nicht wir (2011) verkörperte sie Ilse Ensslin, die Frau des Pfarrers Helmut Ensslin (dargestellt durch Michael Wittenborn). Im selben Jahr spielte sie die Stefania Limanowska in dem Holocaust-Filmdrama Die verlorene Zeit (2011).
Im April 2012 war Susanne Lothar als Gurkenkönigin Luise König in dem Fernsehkrimi Die Gurkenkönigin der Reihe Polizeiruf 110 zu sehen. In Hanna Dooses Spielfilm Staub auf unseren Herzen hatte sie die Hauptrolle an der Seite von Stephanie Stremler. Postum lief in den deutschen Kinos im Dezember 2012 die Romanverfilmung Anna Karenina an, in der sie in einer kleineren Rolle die Prinzessin Schtscherbatzki verkörperte.

### Hörspielarbeiten
Susanne Lothar betätigte sich auch als Hörspielsprecherin. Im Rahmen der „Lieblingsmärchen der Deutschen“ (Patmos Verlag) sprach sie die jeweils weibliche Titelrolle in den Grimms-Märchen-Hörspielen Brüderchen und Schwesterchen und Jorinde und Joringel, die jeweils männliche Titelrolle übernahm Ulrich Mühe. 2004 sprach sie die Jacqueline Coverdale in dem Hörspiel von Ruth Rendells Blutschrift. In der Hörspielserie Die drei ??? sprach sie die Shawne Davison in der 131. Episode Haus des Schreckens (2009). 2010 übernahm sie eine der Sprechrollen in dem Hörspiel zum Debütroman Das Geisterhaus der chilenischen Schriftstellerin Isabel Allende. Postum sendete der Deutschlandfunk am 13. Oktober 2012 ihre letzte Hörspielarbeit in dem ausgezeichneten Hörspiel Oops, wrong planet! (DLF/WDR 2012; Regie: Walter Adler), das von den Problemen bei Autisten, die an einer Universität studieren, handelt.

### Privatleben und Tod
Mit dem Schauspieler Ulrich Mühe (1953–2007), mit dem sie 1990/1991 bei den Salzburger Festspielen aufgetreten war, war Susanne Lothar von 1997 an verheiratet und dadurch Stiefmutter von Andreas (* 1979), Konrad (* 1982) und Anna Maria Mühe (* 1985). Mit dem Ehemann und den beiden gemeinsamen Kindern lebte sie bis zu seinem Tod in Berlin.
Den Tod von Susanne Lothar gab der Anwalt der Familie am 25. Juli 2012 bekannt. Zur Todesursache wurden offiziell keine Angaben gemacht. Sie starb einen Tag vor dem fünften Todestag ihres Ehemanns Ulrich Mühe im Alter von 51 Jahren. Ihre Asche wurde vor der norddeutschen Küste auf See bestattet.

## Filmografie (Auswahl)

### Kino
- 1983: Eisenhans, Regie: Tankred Dorst
- 1990: Winckelmanns Reisen, Regie: Jan Schütte
- 1990: Der Berg, Regie: Markus Imhoof
- 1992: Der demokratische Terrorist, Regie: Per Berglund
- 1997: Funny Games, Regie: Michael Haneke
- 1997: Engelchen, Regie: Helke Misselwitz
- 2001: Die Klavierspielerin, Regie: Michael Haneke
- 2002: Der Stellvertreter, Regie: Costa-Gavras
- 2003: Hamlet X, Regie: Herbert Fritsch
- 2005: Schneeland, Regie: Hans W. Geißendörfer
- 2005: Unter dem Eis, Regie: Aelrun Goette
- 2007: Madonnen, Regie: Maria Speth
- 2008: Die Österreichische Methode, Regie: Gerrit Lucas
- 2008: Fleisch ist mein Gemüse, Regie: Christian Görlitz
- 2008: Der Vorleser, Regie: Stephen Daldry
- 2009: Das weiße Band – Eine deutsche Kindergeschichte, Regie: Michael Haneke
- 2010: Die kommenden Tage, Regie: Lars Kraume
- 2010: Nemesis, Regie: Nicole Mosleh
- 2011: Wer wenn nicht wir, Regie: Andres Veiel
- 2011: Die verlorene Zeit, Regie: Anna Justice
- 2012: Blutsbrüder teilen alles, Regie: Wolfram Paulus
- 2012: Staub auf unseren Herzen, Regie: Hanna Doose
- 2012: Anna Karenina, Regie: Joe Wright

### Fernsehen
- 1990: Das Geheimnis des gelben Geparden
- 1992: Die zweite Heimat – Chronik einer Jugend, Regie: Edgar Reitz
- 1993: Il giovane Mussolini, Regie: Gianluigi Calderone
- 1993: Das tödliche Auge (TV-Zweiteiler), Regie: Detlef Rönfeldt
- 1993: Tatort – Himmel und Erde, Regie: Markus Fischer
- 1995: Geschäfte, Regie: Michael Schottenberg
- 1995: Schnellschuß, Regie: Thomas Roth
- 1997: Das Schloß, Regie: Michael Haneke
- 1997: Frauen morden leichter (TV-Reihe), Regie: Thorsten Näter
- 1999: Tatort – Traumhaus, Regie: Ulrich Stark
- 1999: Einfach raus, Regie: Peter Vogel
- 1999: Der Mörder meiner Mutter, Regie: Lars Kraume
- 2000: Die blauen und die grauen Tage, Regie: Dagmar Damek
- 2000: Bonhoeffer – Die letzte Stufe, Regie: Eric Till
- 2000: Vom Küssen und vom Fliegen, Regie: Hartmut Schoen
- 2001: Abschied in den Tod, Regie: Martin Buchhorn
- 2002: Der letzte Zeuge – Der heilige Krieg, Regie: Dieter Schlotterbeck
- 2002: Die achte Todsünde: Toskana-Karussell, Regie: Peter Patzak
- 2004: Der letzte Zeuge – Sandkastenliebe, Regie: Bernhard Stephan
- 2005: Tatort – Der Teufel vom Berg, Regie: Thomas Roth
- 2007: Tatort – Das Ende des Schweigens, Regie: Buddy Giovinazzo
- 2007: Der letzte Zeuge – Sieg im Blut, Regie: Bernhard Stephan
- 2008: Tatort – Der glückliche Tod, Regie: Aelrun Goette
- 2008: Und ewig schweigen die Männer, Regie: Xaver Schwarzenberger
- 2009: Der Tiger oder Was Frauen lieben!, Regie: Niki Stein
- 2009: SOKO 5113 – Zwei Frauen und ein Mord, Regie: Bodo Schwarz
- 2009: Kommissar Stolberg – Am Tag danach, Regie: Tobias Ineichen
- 2009: Ein Fall für zwei – Kalte Wut, Regie: Christoph Eichhorn
- 2010: Morgen musst Du sterben, Regie Niki Stein
- 2010: Die Auflehnung, Regie: Manfred Stelzer
- 2010: Der Kriminalist – Getauschtes Leben (Staffel 4, Episode 6), Regie: Christian Görlitz
- 2010: Agatha Christie’s Poirot – Mord im Orient-Express, Regie: Philip Martin
- 2010: Der Alte – Oder du stirbst, Regie: Marcus Ulbricht
- 2011: Bloch – Inschallah, Regie: Thomas Jauch
- 2011: Dittsche – Heimspiel
- 2012: Polizeiruf 110 – Die Gurkenkönigin, Regie: Ed Herzog
- 2012: Die letzte Spur – Terrorist, Regie: Andreas Herzog

## Theaterstücke (Auswahl)
- 1980: Fegefeuer in Ingolstadt. Regie: Benjamin Korn, Thalia Theater Hamburg
- 1981: Nathan der Weise. Regie: Benjamin Korn, Thalia Theater Hamburg
- 1982: King Lear. Regie: Jürgen Flimm, Schauspielhaus Köln
- 1983: Faust. Regie: Jürgen Flimm, Schauspielhaus Köln
- 1985: Musik. Regie: Dieter Giesing, Burgtheater Wien und Deutsches Schauspielhaus Hamburg
- 1986: Liebestoll. Regie: Arie Singer, Staatsschauspiel Stuttgart
- 1986: Andi. Regie: Peter Zadek, Schauspielhaus Hamburg
- 1987: Edmond. Regie: Dieter Giesing, Schauspielhaus Hamburg
- 1988–1992: Lulu. Regie: Peter Zadek, Schauspielhaus Hamburg
- 1989: Henceforward. Regie: Peter Zadek, Theater am Kurfürstendamm Berlin
- 1990: Die Jüdin von Toledo. Rolle: Rachel, Regie: Thomas Langhoff, Salzburger Festspiele
- 1993: Oleanna. Rolle: Carol, Regie: Dieter Giesing, Akademietheater Wien (zusammen mit Ulrich Mühe)
- 1998: Gesäubert. Regie: Peter Zadek, Hamburger Kammerspiele
- 2000: Drei Mal Leben. Regie: Luc Bondy, Burgtheater Wien
- 2001: Auf dem Land. Regie: Luc Bondy, Schauspielhaus Zürich/Berliner Ensemble
- 2002: Mutter Courage. Regie: Peter Zadek, Deutsches Theater Berlin
- 2003: Endstation Sehnsucht. Regie: Burkhard Kosminski, Schauspielhaus Frankfurt
- 2006: Trauer muss Elektra tragen. Regie: Thomas Ostermeier, Schaubühne am Lehniner Platz Berlin

## Hörspiele
- 1998: Michael Köhlmeier: Mein privates Glück – Regie: Robert Matejka (NDR/DLR Berlin/ORF)
- 2009: André Minninger: TKKG: Advent mit Knall-Effekt – Regie: Heikedine Körting (Folge 165, als Yvonne Habicht)

## Dokumentarfilm
- 2010: Susanne Lothar – Mein Leben. Buch und Regie: Claudia Müller[10]

## Auszeichnungen
- 1981: Boy-Gobert-Preis
- 1983: Bundesfilmpreis für Eisenhans (Beste Darstellerin)
- 1986: Kainz-Medaille
- 1987: O.E. Hasse-Preis
- 1988: Schauspielerin des Jahres der Zeitschrift Theater heute (gemeinsam mit Jutta Lampe)
- 1993: Goldener Gong für ihre Darstellungen in Das tödliche Auge (gemeinsam mit Ulrich Mühe)
- 1994: Mitglied der Freien Akademie der Künste Hamburg
- 1997: Nominierung für den Deutschen Filmpreis für Engelchen (Beste Hauptdarstellerin)
- 2009: Nominierung für den Deutschen Filmpreis für Fleisch ist mein Gemüse (Beste Nebendarstellerin)
- 2010: Nominierung für den Deutschen Filmpreis für Das weiße Band (Beste Hauptdarstellerin)